# Балахониха (посёлок)
Балахо́ниха — посёлок в Арзамасском районе Нижегородской области. Входит в состав Балахонихинского сельсовета.

## География
Посёлок расположен в 35 км к западу от районного центра Арзамаса.

## Население
| 1999 | 2002 | 2010 |
| ---- | ---- | ---- |
| 917  | ↘822 | ↘773 |